# Сигов, Константин Борисович
Константи́н Бори́сович Сиго́в (укр. Костянтин Борисович Сігов, род. 31 мая 1962, Киев, УССР) — украинский философ и общественный деятель, директор Центра европейских гуманитарных исследований Национального университета «Киево-Могилянская академия» и научно-издательского объединения «Дух и Литера», главный редактор журнала «Дух и Литера».
Научные интересы — философская антропология, апологетическое богословие.

## Биография
Родился в Киеве 31 мая 1962 года. В 1984 году окончил Киевский инженерно-строительный институт. 1986 поступил в аспирантуру Института философии им. Г. С. Сковороды НАН Украины. Здесь Константин Сигов защитил кандидатскую диссертацию «Игра как проблема философской антропологии» (1990). 1986—1991 гг. работал в Институте философии НАН и занимал должность учёного секретаря Философского общества Украины. Входил в редакционный совет журнала «Философская и социологическая мысль» (1989—1995). В 1991 едет на стажировку в Коллеж де Франс (Париж). В 1992—1994 гг. Константин Сигов преподает как ассоциированный профессор в парижской Высшей школе социальных исследований. С 1992 г. начал работать в университете «Киево-Могилянская академия» как руководитель созданной им Франко-украинской лаборатории, которая с 1996 года стала Центром европейских гуманитарных исследований.
В 1992 основал научно-издательское объединение «Дух и Литера». В 1997 году участвовал в создании журнала «Дух и Литера», впоследствии был его главным редактором. Издательские проекты становятся основой для развития научных контактов и совместных исследований с ведущими европейскими научными школами. В рамках этих проектов в Киев с лекциями приезжают такие известные ученые как Поль Рикер, Жорж Нива, Козеллек, Ютта Шеррер, Пьер Аснер, Каллист Уэр, Джонатан Саттон, Барбара Кассен и другие. Их выступления на Украине опубликованы в журнале «Дух и Литера».
К. Сигов является автором более 50 научных работ, посвящённых вопросам философии и истории культуры, философской антропологии, этики и искусствоведения. Исследования опубликованы в научных изданиях Франции, Германии, США, Великобритании, Италии, Швейцарии, Швеции, России. Имеет большой опыт преподавания на английском и французском языках в университетах Сорбонны, Оксфорда, Стэнфорда, Женевы, Лувене и др. Читает авторский курс лекций «Европейская культура: конфликт интерпретаций» на магистерской программе в НаУКМА.
Член Украинского ПЕН.

## Награды
- Орден академической награды и почётное звание Chevalier dans l’Ordre des Palmes Academiques от французского министерства высшего образования и научных исследований.
- Орден «За интеллектуальную отвагу» (2012).

## Труды
- К. Сигов. Детство в христианской традиции и современной культуре. — К., изд-во «Дух і Літера», 2012. — 576 с. ISBN 978-966-378-268-3

## Гражданская позиция
В июне 2018 поддержал открытое письмо деятелей культуры, политиков и правозащитников с призывом к мировым лидерам выступить в защиту заключенного в России украинского режиссера Олега Сенцова и других политзаключенных.